# Симонов Павло Васильович
Павло Васильович Симонов (уродж. Станкевич, 20 квітня 1926, Ленінград, РРФСР — 6 червня 2002, Москва, Росія) — радянський російський психофізіолог, біофізик і психолог. Академік РАН (1991; академік АН СРСР з 1987), доктор медичних наук (1961), професор (1969). Лауреат Державної премії СРСР (1987, у колективі) за створення й розробку методів діагностики та прогнозування стану мозку людини.

## Біографія
Батька П. В. Симонова — колишнього офіцера Станіслава Станкевича — репресували в 1937. Як члени сім'ї «ворога народу», Павло з матір'ю були вислані з Ленінграда. Сусід по будинку, відомий скульптор Василь Львович Симонов, взяв діяльну участь у долі хлопця, усиновив його і дав своє прізвище.
У 1944 році вступив до льотного училища. У 1945 за станом здоров'я перевівся в Військово-медичну академію, яку закінчив у 1951 році. З перших років лікарської практики почав займатися науково-дослідною роботою. У 1951–1960 рр. — науковий співробітник, керівник лабораторії Головного військового госпіталю ім. М. Н. Бурденка. З 1961 по 1962 рік — старший науковий співробітник Фізіологічної лабораторії АН СРСР.
У 1962 році почав працювати під керівництвом Е. А. Асратяна в Інституті вищої нервової діяльності та нейрофізіології РАН на посаді завідувача лабораторією, потім заступника директора. З 1982 року — директор цього інституту.
Професор кафедри вищої нервової діяльності біологічного факультету МГУ з 1996 року. Був академіком-секретарем Відділення фізіології АН СРСР, головним редактором «Журналу вищої нервової діяльності ім. І. П. Павлова» (з 1982), членом редколегії науково-популярного журналу «Наука і життя».
Удостоєний звання «Заслужений професор Московського університету» (1999).
Похований на Хованському кладовищі в Москві.

## Сім'я
- Батько: Станкевич Станіслав Венедиктович (1895–1937) — уродженець або мешканець Ленінграда, поляк, безпартійний, тимчасовий виконувач начальника відділення продовольчо-фуражного відділу ЛВО, інтендант 3-го рангу (капітан). Заарештований 5 жовтня 1937 комісією НКВС і Прокуратури СРСР. 3 листопада 1937 засуджений за статтею 58, чч. 6, 7, 10 і 11 КК РРФСР до вищої міри покарання. Розстріляний в Ленінграді 12 листопада 1937.
- Мати: Марія Карлівна Станкевич.
- Сестра: Галина Станіславівна Станкевич, проживає у Швеції з сім'єю.
- Дружина: Ольга Сергіївна Вяземська, викладач іноземної мови.
- Діти:
  - донька Євгенія Симонова, актриса.
  - син Юрій Вяземський, письменник та філософ.